# التدخل العسكري الروسي في الحرب الأهلية السورية
بدأ سلاح الجو الروسي بتوجيه ضربات جوية في الأراضي السورية بتاريخ 30 سبتمبر 2015، وهذا بعد أن طلب الرئيس السوري بشار الأسد دعمًا عسكريًا من موسكو من أجل كبح القوات المعارضة له في الحرب، ووافق مجلس الاتحاد الروسي على تفويض الرئيس فلاديمير بوتين استخدام القوات المسلحة الروسية خارج البلاد. جاءت هذه الضربات بعد تزايد الدعم العسكري المعلن لنظام الأسد من قبل موسكو، والإعلان عن تشكيل مركز معلوماتي في بغداد تشارك فيه روسيا وإيران والعراق وسوريا لمحاربة تنظيم الدولة الإسلامية.
جاءت أولى الضربات الروسية في 30 سبتمبر على مركزالهاتف و البريد في مدينة تلبيسة. ريف حمص الشمالي و قتلت 18 مدنيا؛ إلا أن رئيس الائتلاف الوطني السوري المعارض خالد خوجة صرح بأن الغارات قتلت مدنيين في مناطق ليست تابعة للتنظيم، كما شكك قادة غربيون في الغارات. وكان هؤلاء القادة الغربيون قد طالبوا روسيا بتوضيح مسبق للأهداف التي تنوي ضربها في سوريا.

## خلفية
ابتداءً من سبتمبر 2015، عززت روسيا حضورها العسكري في سوريا، إذ نشرت 21 طائرة هجوم أرضي من نوع سوخوي-25، و12 مقاتلة اعتراضية من نوع سوخوي-24، و6 قاذفات متوسطة من نوع سوخوي سو-34، و4 سوخوي سو-30 متعددة الأدوار بالإضافة إلى 15 مروحية (متضمنة مي-24 هايند الهجومية) في مطار باسل الأسد الدولي قرب اللاذقية. تحمي هذه الطائرات 2 أو ثلاثة على الأقل من أنظمة الدفاع الجوي إس إيه-22، وطائرات من دون طيار مثيلة لطائرة إم كيو بردتور الأمريكية تستخدم لتنفيذ طلعات استطلاعية. تضمنت القوات الروسية أيضًا 6 دبابات من طراز تي-90 و15 قطعة مدفعية و35 عربة جند مدرعة و200 من مشاة البحرية (مع منشآت إسكان تسع 1,500 فرد). كذلك رصدت قاذفات بي إم-30 سميرتش قرب اللاذقية.
في 30 سبتمبر، طلب الرئيس فلاديمير بوتين من مجلس الاتحاد السماح بنشر القوات المسلحة في سوريا، قطع المجلس البث الحي للمناقشة التي تحولت إلى جلسة مغلقة ومنح الرئيس الروسي التفويض باستخدام القوات المسلحة في الخارج بالإجماع. صرح فلاديمير بوتين بالقول «أولًا سندعم الجيش السوري فقط في كفاحه الشرعي ضد التنظيمات الإرهابية تحديدًا...وثانيًا سيكون هذا الدعم جويًا فقط دون مشاركة في العمليات البرية». أشار الرئيس الروسي أيضًا إلى أن هناك الآلاف من المنضمين للتنظيمات الإرهابية من مواطني الدول الأوروبية وروسيا ودول الاتحاد السوفيتي السابق، مشيرًا أن المرء ليس بحاجة لأن يكون خبيرًا في الشؤون الأمنية ليعلم أنه إذا انتصر هؤلاء في سوريا فسيعودون إلى بلادهم ويعودن إلى روسيا أيضًا.

## العمليات
صرحت وزارة الدفاع الروسية بتنفيذ 20 غارة جوية على 8 مواقع تابعة للتنظيم، لم تُحدد أمكانها في البر السوري. وصرح المتحدث باسم الوزارة أن الضربات جاءت بعد عملية استطلاع جوي ومعلومات تلقتها القوات الروسية من هيئة الأركان العامة السورية. قال القائد العام لجبهة الشام التابعة للجيش السوري الحر أن «الطائرات الروسية قصفت مقرًا لتجمع العز التابع للجيش الحر في بلدة اللطمانة بريف حلب الشمالي، بالرغم من أن راية الجيش الحر كانت مرفوعة فوق المقر». ونقل مراسل قناة الجزيرة أن 30 شخصًا قتلوا في الغارات التي وقعت بريف حمص وحماة.
في 1 أكتوبر، أكد رئيس لجنة القوات المسلحة في مجلس الشيوخ الأمريكي السيناتور جون ماكين أن الغارات الروسية استهدفت وحدات من الجيش السوري الحر دربتها وكالة المخابرات المركزية، قائلًا «يمكنني أن أؤكد تمامًا أنهم يشنون غارات على مجندينا المنتمين للجيش السوري الحر الذي سلحته ودربته وكالة المخابرات المركزية الأمريكية لأننا نملك اتصالًا مع أشخاص هناك».
وفي 1 أكتوبر ايضاً، كذّب الرئيس الروسي فلاديمير بوتين هذه الادعاءات واعتبر أن التقارير التي أشارت إلي سقوط ضحايا بين المدنيين «هجوما إعلاميا». مشيراً إلى ان هذه الإدعاءات ظهرت قبل بدأ الغارات الروسية.
في 7 أكتوبر، ووفقًا لوزارة الدفاع الروسية، قامت سفن أسطول بحر قزوين بإطلاق 26 صاروخ كاليبر إن كا على 11 موقعًا لداعش في ريف الرقة وحلب وإدلب. وذكر رئيس إدارة العمليات العامة في رئاسة الأركان الروسية أن المعلومات حول المواقع المستهدفة جمعتها المخابرات الروسية.

### التنسيق مع دول أخرى
أعلمت روسيا السلطات الإسرائيلية مسبقًا بنيتها القيام بتوجيه ضربات جوية في الأراضي السورية. وعُقدت اجتماعات بين نائب رئيس هيئة الأركان الإسرائيلية ياير غولان ونظيره الروسي نيكولاي باغدانوفسكي كان موضوعها إيجاد آلية تنسيق أمني في المنطقة بين الجيش الروسي والإسرائيلي.

## جرائم الحرب
وفقًا لمنظمة العفو الدولية ، في أواخر فبراير / شباط 2016 ، استهدفت الطائرات الحربية الروسية عمداً المدنيين وعمال الإنقاذ أثناء حملة القصف. وثقت منظمة حقوق الإنسان هجمات على المدارس والمستشفيات ومنازل المدنيين. كما قالت منظمة العفو الدولية إن «روسيا مذنبة بارتكاب بعض أفظع جرائم الحرب» التي شهدتها «منذ عقود». قالت مديرة برنامج الاستجابة للأزمات في منظمة العفو الدولية ، تيرانا حسن ، إنه بعد قصف أهداف مدنية ، «تعود» الطائرات الحربية الروسية لشن هجوم ثان لاستهداف العاملين في المجال الإنساني والمدنيين الذين يحاولون مساعدة المصابين في الطلعة الأولى.
في فبراير 2016 ، أفادت هيومن رايتس ووتش (HRW) باستخدام واسع النطاق للذخائر العنقودية من قبل النظام السوري وروسيا ، في انتهاك لقرار الأمم المتحدة 2139 المؤرخ 22 فبراير 2014 ، الذي طالب جميع الأطراف بإنهاء «الاستخدام العشوائي للأسلحة في المناطق المأهولة بالسكان». وقالت هيومن رايتس ووتش إن «القوات الروسية أو السورية كانت مسؤولة عن الهجمات» وأن الذخائر «صنعت في الاتحاد السوفيتي السابق أو روسيا» وأن بعضها من نوع «لم يتم توثيقه على أنه مستخدم في سوريا» قبل التورط الروسي في الحرب ، مما يشير إلى أن «الطائرات الروسية استخدمتها أو زودت السلطات الروسية الحكومة السورية مؤخرًا بمزيد من الذخائر العنقودية ، أو كليهما». وقالت منظمة هيومن رايتس ووتش أيضًا إنه على الرغم من عدم انضمام روسيا أو سوريا إلى اتفاقية الذخائر العنقودية ، فإن استخدام مثل هذه الذخائر يتعارض مع التصريحات الصادرة عن الحكومة السورية بأنها ستمتنع عن استخدامها.

## تخفيف القوات
في 14 مارس 2016 أمر الرئيس الروسي فلاديمير بوتين بسحب بعض القوات من الأراضي السورية.

## ردود الفعل

### المحلية
قال السفير السوري في موسكو، رياض حداد، «أن سلاح الجو الروسي يقوم بالتنسيق الكامل مع الجيش السوري.» وقال«أنّ المقاتلات الروسية تمكنت من تدمير 40% من البنية التحتية لـداعش» مؤكداً على عدم تواجد أي من أعضاء المعارضة في المناطق التي استهدفت من قبل المقاتلات. ووصف السفير التقارير حول سقوط المدنيين بأنها «حربا إعلامية شعواء».
قال رئيس الائتلاف الوطني لقوى الثورة والمعارضة خالد خوجة أن القصف الروسي أسفر عن مقتل 36 مدنيًا بريئًا في مناطق قاتلت وهزمت تنظيم الدولة الإسلامية.
أصدرت جماعة الإخوان المسلمين في سوريا بياناً دعت فيه إلى الجهاد ضد ما وصفته ب«الاحتلال الروسي السافر لسوريا» معتبرة ذلك واجباً شرعياً على كل قادر على حمل السلاح.
اتهم عدد من الناشطين المستقلين روسيا بقصفها للمدنيين وقوات الجيش السوري الحر.

### الدولية
أصدرت حكومات الولايات المتحدة وألمانيا والمملكة المتحدة وفرنسا والسعودية وقطر وتركيا بيانًا في 1 أكتوبر 2015 أكدوا فيه على سقوط مدنيين جراء الغارات الروسية وعدم استهداف داعش، وكان نص البيان:
نعرب عن قلقنا البالغ حيال الحشود العسكرية التي تقوم بها روسيا الاتحادية في سورية، وعلى الأخص حيال الغارات الجوية التي تشنها القوات الجوية الروسية منذ البارحة والتي أدت سقوط ضحايا في صفوف المدنيين في كل من حماة وحمص وإدلب، ولم تستهدف تنظيم داعش.
لن تحقق هذه الإجراءات العسكرية التي تصعّد من حدة التوتر أية أهداف، سوى تأجيج التطرف والتشدد.
- روسيا: أعلنت الكنيسة الروسية الأرثوذكسية عن دعمها للتدخل الروسي واصفة إياه بالمعركة المقدسة ضد الإرهاب.[94][95] وصرح رئيس الإدارة الروحية المركزية للمسلمين طلعت تاج الدين «نحن ندعم تمامًا استخدام وحدات من القوات المسلحة الروسية في القتال ضد الإرهاب الدولي».[96]
- الولايات المتحدة: قال وزير الخارجية جون كيري «أوضحنا إننا سنشعر بالقلق البالغ إذا ضربت روسيا مناطق ليست فيها أهداف لداعش والقاعدة.» مضيفًا أن بلاده مستعدة لعقد محادثات لتجنب الصدام بين القوات.[97]
- السعودية: طالب المندوب السعودي إلى الأمم المتحدة عبد الله المعلمي بوقف الغارات الروسية. وقال «إن المملكة قلقة من هذه الغارات التي تستهدف مناطق لا وجود لداعش فيها وأدت لسقوط مدنيين».[98][99]

وفي صعيد غير رسمي قام العشرات من الدعاة والعلماء السعوديين بحثّ الدول العربية والإسلامية لدعم فصائل المعارضة السورية في جهادهم ضد النظام السوري وحلفاؤه الإيرانيين والروس بحسب مانشرته وكالة رويترز 
- العراق:في أوائل أكتوبر 2015، أشار كبار المسؤولين العراقيين بأنهم سيرحبون بالضربات الجوية الروسية على تنظيم داعش في العراق وأنهم مستعدون لأن يكون لروسيا دور أكبر في العراق يفوق الدور الأميركي في قتال التنظيم المتشدد.[101]
- فنزويلا: صرح الرئيس نيكولاس مادورو «نحن في فنزويلا ندعم ونهلل لهذا القرار من الاتحاد الروسي، إنه وسيلة من أجل إنقاذ سوريا». وأشار إلى أن الضربات الروسية جاءت بعد طلب من الرئيس بشار الأسد على عكس ضربات التحالف الذي تقوده الولايات المتحدة.[102]
- ألمانيا: طالب وزير الخارجية فرانك-فالتر شتاينماير بتوضيح مسبق للأهداف التي تنوي روسيا ضربها، وطالب كذلك بتنسيق دولي للعمليات العسكرية في سوريا مضيفًا «وإلا سيكون هناك مزيد من سوء التفاهم في ظل هذه الظروف الساخنة».[103]
- تركيا: وصف الرئيس رجب طيب أردوغان، في 4 أكتوبر، الضربات الجوية الروسية والخطوات الأخيرة لموسكو بأنها غير مقبولة بأي شكل من الأشكال، وقال إن روسيا ترتكب خطأ جسيمًا.[104]
- مصر: قال وزير الخارجية سامح شكري إن الغارات الجوية التي تشنها روسيا في سوريا ستساهم في محاصرة الإرهاب والقضاء عليه.[105]

## حوادث
أعلنت وزارة الخارجية التركية أن القوات الجوية للبلاد اعترضت طائرة روسية اخترقت المجال الجوي التركي فوق ولاية هاتاي يوم 3 أكتوبر، وجرى الاعتراض بطائرتي إف-16 في ظهر اليوم واتجهت الطائرة الروسية على أثر ذلك نحو الأجواء السورية. استدعت الخارجية التركية السفير الروسية لإبلاغ احتجاجها وصرحت بأن روسيا ستكون مسؤولة عن أي حوادث قد تقع في المستقبل. اعترفت وزارة الدفاع الروسية بوقوع الاختراق وقالت إن طائرة من نوع سو-30 اخترقت الأجواء التركية لبضع ثوان بسبب الطقس السيئ.

## روابط خارجية
- يوميات العملية العسكرية الروسية ضد داعش، آر تي العربية.
- فيديو من وزارة الخارجية الروسية لعمليات قصف الأهداف في سوريا، سبوتنك.